# Wojciech Kamiński (dziennikarz)
Wojciech Kamiński (ur. 16 kwietnia 1954) – polski dziennikarz, redaktor Gazety Wyborczej, menedżer, działacz opozycji w PRL.

## Życiorys
Absolwent Wydziału Filozofii Uniwersytetu Warszawskiego. Od 1977 roku pracował w miesięczniku „Przegląd Węgierski” wydawanym po polsku w Budapeszcie. W latach 1980–1981 pracował w Agencji Solidarność i w redakcji NTO, miesięcznika NSZZ „Solidarność” Regionu Mazowsze, oraz jako redaktor (od 1978 roku) w dziale popularnonaukowym Krajowej Agencji Wydawniczej.

### Działalność opozycyjna w PRL
Po wprowadzeniu stanu wojennego wraz z grupą dawnych pracowników Agencji Solidarność redagował „Informację Solidarności”. W styczniu 1982 roku przebywał na Węgrzech. Po powrocie do Polski zorganizował kanał przerzutowy bibuły i informacji na Węgry. Od lutego 1982 roku kierował biurem kontaktów na kraj Zbigniewa Bujaka. W marcu 1982 roku został aresztowany na miesiąc. Później kierował (wraz z Agnieszką Maciejowską i Tadeuszem Wypychem) firmą, która drukowała i kolportowała „Tygodnik Mazowsze” (TM) na kraj. Drukowano w niej i dystrybuowano 10–15 tysięcy egzemplarzy każdego numeru. Od 1984 roku pracował w redakcji TM. Podlegały mu sprawy gospodarcze, m.in. współorganizował i relacjonował debaty gospodarcze ekspertów „S”. Redagował też rubrykę „w bloku”, którą przygotowywał na podstawie nasłuchów Radia Wolna Europa i Swoboda. Współpracował z kilkoma tłumaczami, którzy nagrywali i tłumaczyli audycje sekcji RWE nadawane dla krajów bloku wschodniego. Używał pseudonimu „Alex”. Obsługiwał również składopis redakcji.
Przez cały stan wojenny pracował oficjalnie jako sekretarz redakcji poradnika „Murator”.

### Po 1989 roku
Od 1989 roku jest związany z Gazetą Wyborczą. Był pierwszym szefem działu zagranicznego, potem, krótko, sekretarzem redakcji. Następnie został zastępcą dyrektora generalnego w Agorze, będąc odpowiedzialnym m.in. za projekt i budowę nowej siedziby spółki i redakcji, projekt Targi w Agorze, budowę pierwszej drukarni Agory. Od 2004 roku jest prezesem zarządu i dyrektorem generalnym Agory Holding Sp. z o.o. Od 2004 roku jest również prezesem zarządu Fundacji Agory. Od 2011 roku jest również wspólnikiem 3K Group Sp. z o.o. (0000359098).

## Order
- Krzyż Kawalerski Orderu Odrodzenia Polski – postanowieniem z dnia 17 marca 2011 roku prezydenta Bronisława Komorowskiego nadany „za wybitne zasługi dla rozwoju niezależnego dziennikarstwa, za działalność na rzecz przemian demokratycznych w Polsce, wolności słowa i wolnych mediów”[11].